# 1 ニューヨーク・プラザ
1 ニューヨーク・プラザ（1 New York Plaza）は、ニューヨーク市、サウス・ストリートとホワイトホール・ストリートの交差点にあるオフィスビルであり、1969年に建造された。ビルは、マンハッタン南端の超高層ビルである。

## 歴史
1959年、ニューヨーク市が、バッテリー・パーク都市再開発地域の一部として、収用権により、この土地を手に入れることを試みた。ニューヨーク証券取引所を再配置する計画が失敗した際、この計画には、公営住宅用の「スーパーブロック」に、いくつかのブロックを統合することを含んでいた。しかしながら、土地の所有者 — アトラス・マクグラス — は、彼らが開発するのは自発的ではないと主張して、土地を保持するために訴えた。
ビルは、高さ640フィート（195 m）、50階建て。ウィリアム・レスケーズ・アンド・アソックス、カン・アンド・ヤコブによって設計された。
ファサードは、ネビオ・マッギオラによって設計され、内側に窓を隠した「人混み」式に似た箱で構成され、建設時には、ポピュラーな熱の一種により活性化されたエレベーター・ボタンに似たアルミニウムで覆われた壁の要素でつくられた。
1970年8月5日、火事が発生し、2人が死亡、35人が負傷した。軽くタッチする暖かい指に反応するようにつくられたエレベーターの呼び出しボタンの1つが、火事の熱に反応し、エレベーターがその階に「呼び出された」ため、死者が発生した。
ビルは1994年に修繕され、暗い黒/灰色の配色から明るい白/明るい灰色に塗装し直された。今日、ワン・ニューヨーク・プラザは、マンハッタンの南端に建つ超高層ビルであり、ロウアー・マンハッタンで有名なビルの1つとして建っている。
著名なワン・ニューヨーク・プラザの入居者には、全盛期のソロモン・ブラザーズ、ゴールドマン・サックス、フリード、フランク、ハリス、シュリバー・アンド・ヤコブソン、及びモルガン・スタンレーが含まれる。

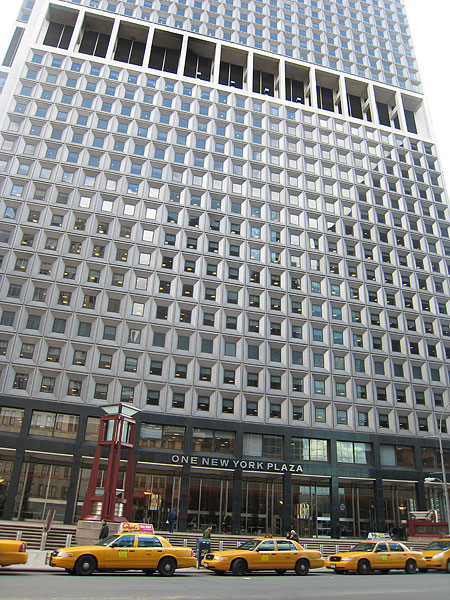
ノース・ファサード

### 蒸気管爆発
ワン・ニューヨーク・プラザの空気調整冷却器は、コン・エドのニューヨーク市蒸気システムに依存している。2001年8月11日、地下室の蒸気タービンが故障し、これにより爆発が引き起こされ、その日のゴールドマンのNASDAQ活動を中断させた。